# جنگ در عراق (۲۰۱۷–۲۰۱۳)

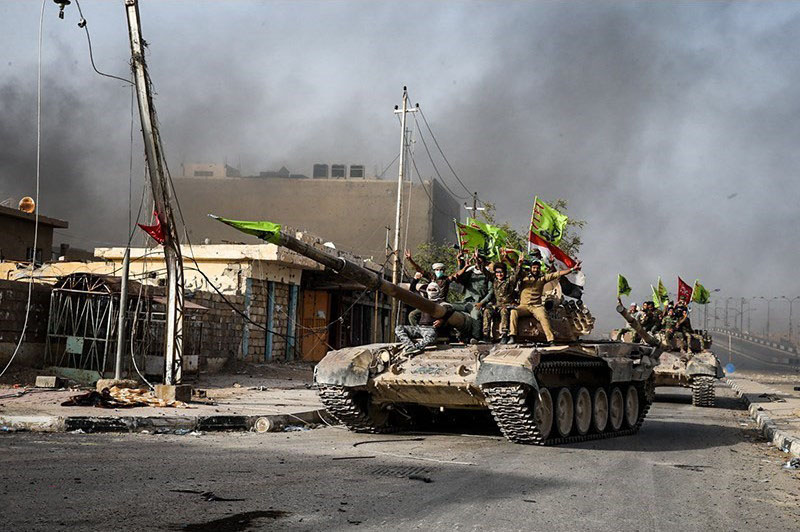
آزادسازی فلوجه توسط نیروهای مسلح عراق و بسیج مردمی (شبه نظامیان شیعه)

جنگ در عراق یک درگیری مسلحانه بین عراق و متحدانش با داعش بود که در سال ۲۰۱۳ آغاز و در دسامبر ۲۰۱۷ پایان یافت.
در واپسین ساعات شامگاه ۹ ژوئن ۲۰۱۴ میلادی، نیروهای داعش پیرو پیشروی چند روز پیش در نواحی شمال عراق، کنترل شهر موصل را به دست گرفتند. حدود ۱۳۰۰ نیروی شبه نظامی و مسلح کنترل مقر دولتی استان نینوا را در دست گرفتند. همچنین نیروهای داعش، فرودگاه بین‌المللی موصل و بسیاری از پادگان‌ها و مقرهای دولتی را به تصرف خود در آوردند. در پی اشغال موصل توسط نیروهای وابسته به داعش، حدود ۵۰۰ هزار نفر از ساکنین موصل خانه‌های خود را ترک کردند.
به دنبال این رویدادها، نوری المالکی نخست‌وزیر عراق در سپتامبر ۲۰۱۴ میلادی استعفا داد. ایالات متحده، ایران، روسیه و حداقل دوازده کشور دیگر به کمک دولت و ارتش عراق شتافتند.